# شهرستان شیمن
شهرستان شیمن (به لاتین: Shimen County) یک شهرستان‌های جمهوری خلق چین در چین است که در چانگدی واقع شده‌است.